# Aunt Hagar’s Blues
Aunt Hagar’s Blues ist ein Bluessong, den W. C. Handy (Musik) und James Tim Brymn (Text) verfassten und 1921 als Aunt Hagar’s Children’s Blues veröffentlichten. Der Song ist auch als Aunt Hagar’s Children (so zunächst der Titel der 1920 veröffentlichten Instrumentalfassung) oder Aunt Hagar’s Children Blues bekannt. Nach einer (1922 erschienenen) revidierten Fassung wird heute zumeist deren Titel Aunt Hagar’s Blues verwendet. Der Song wurde in den folgenden Jahren zu einem häufig gespielten Jazzstandard. Nach Ansicht von Leonard Feather und Ira Gitler gehört er zu W. C. Handys bekanntesten Kompositionen.

## Hintergrund und Kennzeichen des Songs
Handy schrieb zwischen 1912 (The Memphis Blues) und 1921 (Aunt Hagar’s Blues) dreizehn Blues-Kompositionen, von denen St. Louis Blues (1914) die kommerziell erfolgreichste war. Wie in anderen Kompositionen nutzte Handy auch in Aunt Hagar’s Blues bzw. in der zunächst veröffentlichten Pianofassung Aunt Hagar’s Children lateinamerikanische Elemente; im A-Teil der Melodie entstand dabei eine tangoartige Stimmung. Aunt Hagar’s Blues ist in F-Dur geschrieben. Am Anfang der Komposition herrscht eine düstere Stimmung, die den Blues heraufbeschwört.
Das Hauptthema von Aunt Hagar’s Blues ist eine 16-taktige Melodie, die auf einen Folksong der afroamerikanischen Bevölkerung zurückgeht, dessen Worte I wonder where’s my good ole use to be lauteten; Handy hatte diesen Song viele Jahre zuvor gehört und erstmals in seiner Bearbeitung von Douglas Williams’ Hooking Cow Blues (1917) verwendet. Für die zweite und dritte Sektion der Melodie nutzte Handy zunächst jeweils konventionelle 12-taktige Bluesstrukturen. Für die Fassung von 1922 überarbeitete Handy den Chorus und schuf dabei textreiche, parlando vorgetragene und damit deutlich Verse-hafte Teile, die gelegentlich auch als patter chorus bezeichnet wurden.

## Die Phrase derAunt Hagar’s Children

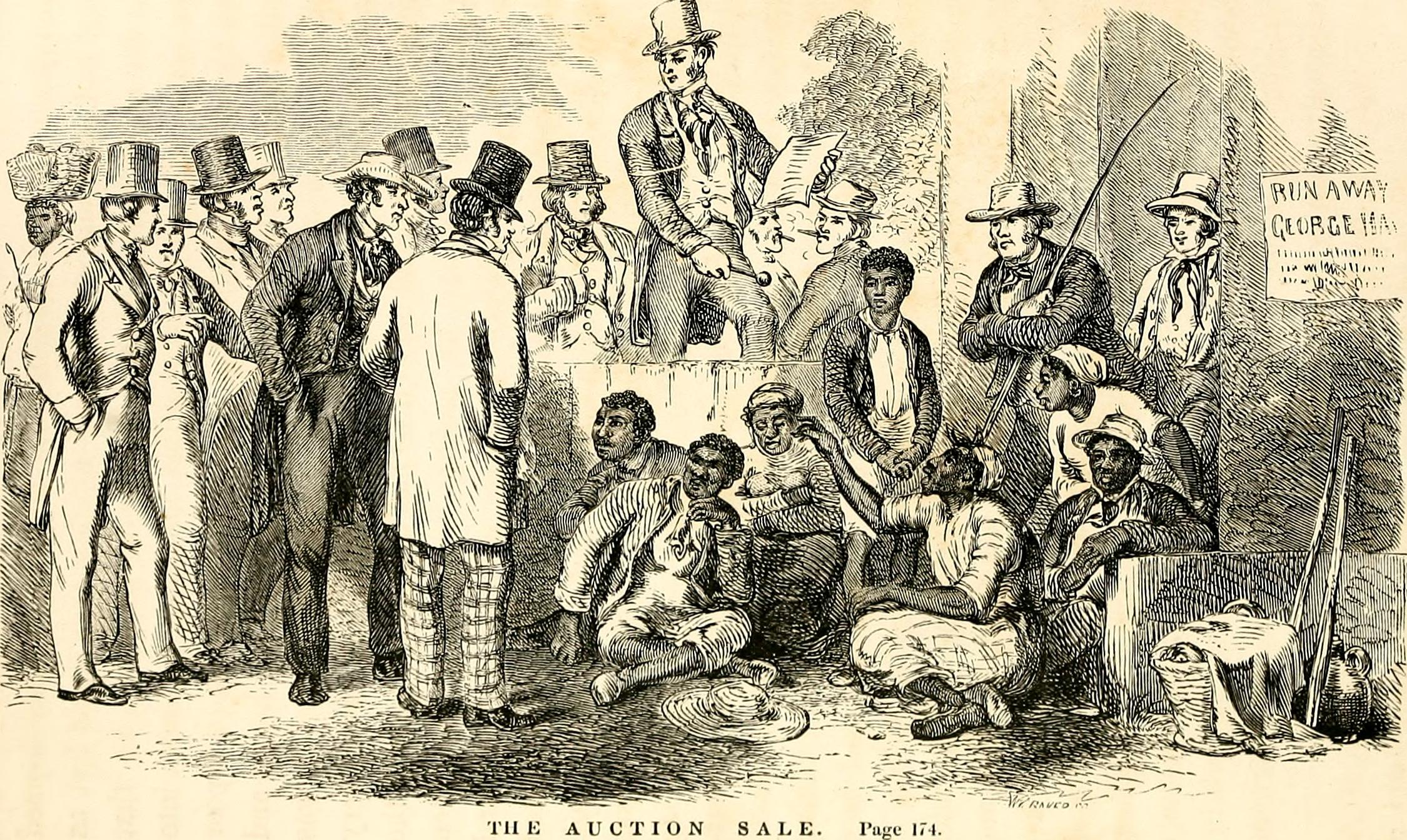
Zeitgen. Illustration aus Uncle Tom’s Cabin (1852) von Harriet Beecher Stowe. Die entsprechende Textzeile lautet: Dont be feard. Aunt Hagar, said the oldest of the men, I spoke to Masr Thomas bout it, and he thought he might manage to sell you in a lot both together.

Hagar ist in der Genesis eine Sklavin von Sarah, die ein Kind mit Abraham hatte; ihre Nachkommenschaft wurde verstoßen.
Die Zeitschrift Vanity Fair erinnerte nach Erscheinen des W.-C.-Handy-Titels daran, dass Aunt Hagar’s Children die Bezeichnung gewesen sei, die sich die schwarze Bevölkerung der Vereinigten Staaten während des Bestehens der Sklaverei selbst gegeben hatte, basierend auf einem Negro-Volkslied aus den Südstaaten. Die amerikanische Wählerschaft, die sich im 19. Jahrhundert die Sklaverei befürwortete, verwendete Aunt Hagar’s Children als Phrase pauschal für die schwarze Bevölkerung: „Vertriebene und Outcasts, die schwere Knechtschaft erleiden müssen.“ Das Motiv taucht als Redewendung (What have they done to all Aunt Hagar’s Children) fortan im afroamerikanischen Slang und in der amerikanischen Literatur auf; Erwähnung findet es bereits in Onkel Toms Hütte von 1852. Es ist auch Titel einer Kurzgeschichtensammlung von Edward P. Jones, die 2006 erschien.

## Erste Aufnahmen
Erste Aufnahmen des Titels erfolgten 1921 durch das Vokalquartett Tim Brymn’s Black Devil Four (als Aunt Hagar’s Children Blues, OKeh 7856) im April 1921, Lanin’s Southern Serenaders (als Aunt Hagar’s Childred [sic] Blues, auf Paramount/Bluebird 20068 bzw. als Henderson’s Dance Orchestra auf Black Swan 837) am 30. August 1921, durch die Formation Ladd’s Black Aces (als Aunt Hagar’s Children Blues, Gennett) um Phil Napoleon und Jimmy Durante (Gesang: Sam Lanin), die ebenfalls im August 1921 entstand. Es folgten Aufnahmen der Sängerin Alice Leslie Carter (Arto) und der Band Brown and Terry’s Jazzola Boys (um Percy R. Terry, OKeh 8018) im September 1921, nun erstmals als Aunt Hagar’s Blues veröffentlicht.

## Spätere Coverversionen
Bereits im nächsten Jahr wurde der Titel auch von Isham Jones aufgenommen; W. C. Handy spielte seine Komposition mit seinem Orchester (u. a. wahrscheinlich mit Thomas „Tick“ Gray (Trompete) und John Mitchell (Banjo), Okeh 4789) in New York City am 5. Januar 1923 ein. Aunt Hagar’s Blues wurde bereits in den frühen 1920er-Jahren u. a. von den Original Memphis Five (alias Kentucky Sereanaders), den Virginans um Ross Gorman (Victor 19021) und Frank Westphal, 1928 von King Oliver and His Dixie Syncopators (im Arrangement von Benny Waters) gecovert; in den 1930er- und 1940er-Jahren folgten Versionen u. a. von Paul Whiteman, Jack Teagarden, James P. Johnson, Eddie Condon, Art Tatum (1949) und Lu Watters. Der Diskograf Tom Lord listet im Bereich des Jazz (Stand 2016) über 200 Coverversionen des Titels unter den genannten Bezeichnungen, von denen laut jazzstandards.com auch die Fassungen von Louis Armstrong (Louis Armstrong Plays W.C. Handy, 1954), Ted Lewis (1923), Kid Ory und Sammy Price/Doc Cheatham hervorzuheben sind.

## Partitur
- Aunt Hagar’s Blues (W.C. Handy) Partitur und Stimmen für Big Band, bearbeitet von Michael Abene, UPC 073999425369.